# União das Freguesias de Gondar e Orbacém
Die União das Freguesias de Gondar e Orbacém ist eine portugiesische Gemeinde (Freguesia) im Kreis (Concelho) Caminha im Nordwesten Portugals.

## Geschichte
Die Gemeinde entstand im Zuge der Gebietsreform vom 29. September 2013 durch die Zusammenlegung der ehemaligen Gemeinden Gondar und Orbacém . Gondar wurde Sitz der neuen Verwaltung.

## Demographie
| Freguesia | Freguesia        | Freguesia | Freguesia       | ehemalige Freguesias | ehemalige Freguesias | ehemalige Freguesias | ehemalige Freguesias |
| --------- | ---------------- | --------- | --------------- | -------------------- | -------------------- | -------------------- | -------------------- |
| Wappen    | Freguesia        | Einwohner | Fläche in (km²) | Wappen               | Freguesia            | Einwohner            | Fläche in (km²)      |
|           | Gondar e Orbacém | 398       | 11,07           |                      | Gondar               | 222                  | 5,51                 |
|           | Gondar e Orbacém | 398       | 11,07           | Orbacém              | 213                  | 5,56                 |                      |